# 打出喜義
打出 喜義（うちで きよし、1953年2月 - ）は、日本の医学者・医師。元金沢大学医学部産婦人科講座所属産婦人科医師。医学博士。金沢大学医学部産婦人科講座の講師を務めていた。専門は生殖内分泌学、周産期医学。

## 学歴
- 1978年 金沢大学医学部医学科 卒業
- 1984年 金沢大学大学院医学系研究科単位取得満期退学
- 1993年 金沢大学学位（医学博士号）取得

## 金沢大学無断臨床試験告発
1998年に金沢大学医学部附属病院産婦人科で化学療法を受けていた卵巣癌患者の遺族が、患者が同意なき臨床試験の対象患者とされていたことによる精神的、肉体的苦痛を受けたとして、1999年6月に国を相手取った損害賠償請求訴訟を起こした。この訴訟において打出は、病院側が提出した証拠である上記患者の名を含まない臨床試験の被験者一覧が病院側により改竄されたものであるとして、上記患者の名を含む被験者一覧を証拠として提出するなど、原告側証人として争った。この訴訟は地裁・高裁判決にてともに原告勝訴となったが、認定されたのは説明義務違反による精神的苦痛の部分のみで、抗癌剤を高用量で投与したこと自体の不適切性および肉体的苦痛は認定されなかった。勤務先である大学と争った本件が示すように、打出は患者の人権尊重を第一義とすべしという姿勢を強く示している。

## 主張

### ES細胞研究について
2002年10月2日の朝日新聞朝刊の「直言」という科学欄において、ヒトES細胞を利用した研究に対して「成人から採取可能な幹細胞がES細胞の代用となる」「ES細胞研究によりヒト胚が際限なく費やされる可能性がある」などの内容を含む疑念を提示した。
これに対し、京都大学再生医科学研究所教授の中辻憲夫が同欄に寄稿し、「（打出が根拠とした研究について）疑問を示す発表が続いている。現時点で、無限に増殖する能力とあらゆる種類の細胞を作り出す万能性を持つことが確実な細胞は、ES細胞のみである。」「少数のES細胞株を作り、それを増やして日本国中の研究者に配ることで医学研究を進めることができる。ヒト胚が『際限なく費やされる』と批判されるが、そのようなことはありえない。」など、ES細胞研究に関する正確な知識を持たずに全国紙で無責任な誹謗を行ったとして強く批判している。

### HPVワクチンについて
産婦人科医として、HPVワクチンの副反応被害を強く訴え、ワクチン接種の積極的推進に対して慎重・否定的な立場を一貫して取っている。HPVワクチンの副反応被害者支援団体や「ワクチントーク全国集会」などの集会に参加し、副反応リスクを強調し、ワクチン政策の問題点も指摘している。また、複数の論文や報告書で「HPVワクチンは他のワクチンに比べて副反応が多い」「安全性が十分に担保されていない」「ワクチン政策には倫理的・医学的な問題がある」と主張している。さらに、薬害オンブズパースン会議のメンバーとしても活動し、被害者支援やワクチン政策への提言を行っている。

## 研究業績
- Reduced levels of MMP-2 and TIMP-1 in Dyssegmental Dysplasia（共著論文）
- Direct prediction of amniotic fluid volume in the third trimester by 3-dimensional measurements of intrauterine pockets: A tool for routine clinical use（共著論文）
- Term breech trial（共著論文）
- Matrix metalloproteinase-9 and tensile strength of fetal membranes in uncomplicated labor（共著論文）
- A cause of pre-eclampsia?（共著論文）